# Chamaepsila martineki
Chamaepsila martineki är en tvåvingeart som beskrevs av Miguel Carles-Tolrá 1993.
Chamaepsila martineki ingår i släktet Chamaepsila och familjen rotflugor. Arten har ej påträffats i Sverige.